# Velandastenen
Velandastenen, med signum Vg 150, är en runsten som nu står utmed riksväg 42 i Väne-Åsaka socken och Trollhättans kommun, Väne härad i Västergötland. Inskriften är hednisk eftersom guden Tor åkallas.

## Upptäckt och allmän karakteristik
Stenen som skapades kring år 1000 e.Kr. upptäcktes 1912 i samband med att en stengärdsgård skulle flyttas. Dess ursprungliga plats är okänd. Ornamentiken består av ett rakt runband som i en båge följer den höga, smala stenens form. Bågens topp är krönt med ett rovfågelhuvud. Stenen saknar det kristna korset och av orden Tor vige, framgår att man hellre sökt skydd under en hednisk gud.

## Inskriften

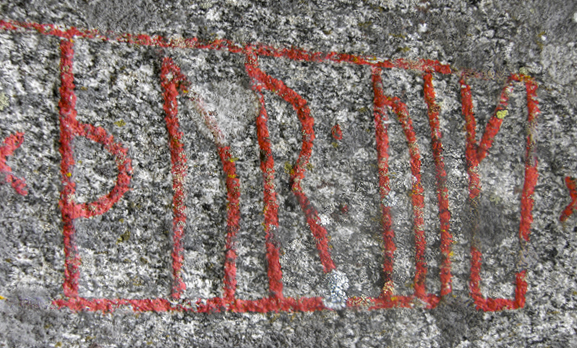
Tor vige

Runskrift (yngre futhark):
× ᚦᚢᚱᚢᛁ ᛬ ᚱᛁᛋᚦᛁ ᛬ ᛋᛏᛁᚾ ᛬ ᛁᚠᛏᛁᛦ ᛬ ᚢᚴᛘᚢᛏ ᛬ ᛒᚢᛏᛅ ᛬ ᛋᛁᚾ ᛬ ᛘᛁᚢᚴ ᛬ ᚴᚢᚦᛅᚾ ᛬ ᚦᛁᚴᚾ × ᚦᚢᚱ ᛬ ᚢᛁᚴᛁ ×
Translitterering av runraden:
× þurui : risþi : stin : iftiʀ : ukmut : buta : sin : miuk : kuþan : þikn × þur : uiki ×
Normalisering till runsvenska:
Þorvi ræisti stæin æftiʀ Ǫgmundr, bónda sinn miǫk góðan þiagn. Þórr vígi.
Direktöversättning:
Torvi reste sten efter Ögmund, make sin mycket godan tegn. Tor vige.
Översättning till nusvenska:
Tyrvi reste stenen efter Ogmund, sin make, en mycket god tägn. Tor vige [stenen el. runorna].

## Tolkning och religionshistorisk betydelse
Inskriften är helt tolkad eftersom den har skiljetecken mellan ord, innehåller kända ord och namn, och är begripligt stavad. Ordet tegn betyder "fri man". Att guden Tor åkallas gör stenen nästan unik eller helt unik på  svenska runstenar (ett annat osäkert belägg finns på Rökstenen). Tors namn är mer vanligt förekommande på runstenar i Danmark. Orden ”Tor vige” finns på Glavendrupstenen, Virringstenen och Danmarks runeindskrifter 220. Tor nämns i Sverige också på Kvinnebyamuletten.